# ARF3
ARF3‏ (ADP ribosylation factor 3) هوَ بروتين يُشَفر بواسطة جين ARF3 في الإنسان.